# پلدان
پــِلدان  (به خط تاجیکی: ҷамоати деҳоти Пилдон)‌جماعت دهات در کشور تاجیکستان است که در ناحیهٔ لخش، ناحیه‌های تابع جمهوری قرار دارد. جمعیت این جماعت ۵۱۱۱ است.

## لیست دهات تابعه
(جمعیت در سال ۲۰۱۷ میلادی)
- پلدان بالا (Пилдони Боло) (۲٬۰۴۳)
- پلدان چنگک (Пилдони Чингак) (۹۱۱)
- پلدان میانه (Пилдони Миёна) (۱٬۶۸۲)
- دوست‌آباد (Дӯстобод) [سابقا یرش / Яраш](۴۴۵)
- سَیران (Сайрон) (۱٬۲۵۷)
- لاله‌زار (Лолазор) [سابقا چوبَی / Чубай](۹۹۷)